# Hildegard Tamm
Hildegard Carolina Tamm, född 4 oktober 1873 på Tvetabergs gård, Tveta socken, Stockholms län, död 22 augusti 1951 i Leksands församling, var en svensk målare, pianist och musiklärare.
Hon var dotter till domänintendenten Claës Oscar Sebastian Tamm och Anna Hildegard Bergendal. Hon inriktade sig först på att bli konsertpianist och studerade pianospel för Franz Neruda och Scambati samt Max Pauer. Efter studierna arbetade hon i flera år som musikpedagog samtidigt som hon fick lektioner i måleri av Alfred Bergström. Hon besökte Dalarna och Siljansbygden som turist 1918 och fascinerades av traktens miljö och bebyggelse. Under sin vistelse i Tällberg kom hon i kontakt med konstnärskolonin runt Gustaf Ankarcrona där hon fick följa Ankarcronas arbete med att avbilda äldre hus och miljöer. Under 1930-talet valde hon att bosätta sig i Dalarna där hon kunde hämta sina motiv från trakterna kring Siljan. Separat ställde hon ut på Konstnärshuset 1935. Som medlem i Föreningen Svenska Konstnärinnor medverkade hon i föreningens utställning på Konstakademien 1911 och på Liljevalchs konsthall 1917 och 1927. Hon deltog i den Baltiska utställningen i Malmö, Sveriges allmänna konstförenings Decemberutställningar och samlingsutställningar arrangerade av Dalarnas konstförening. En minnesutställning med hennes konst visades på Ekströms konstgalleri 1952. Hennes konst består av interiörer och landskapsskildringar från Dalarna och Västkusten. Tamm är representerad vid Nationalmuseum, Leksands konstgalleri och Jämtlands läns museum.